# Fèlix Vilarrúbias i Busquets
Feliu Vilarrúbias i Busquets (Sabadell, 12 d'octubre de 1812 - 1 de setembre de 1884) fou advocat i alcalde de Sabadell.

## Biografia
Feliu Vilarrúbias va néixer a Sabadell en el si d'una família de fabricants. Estudià Dret i Teologia a la Universitat de Cervera, on fou condeixeble del filòsof Jaume Balmes. Posteriorment, un cop acabada la carrera d'advocat, s'establí a Sabadell, on es dedicà a la professió d'advocat i de periodista. Assolí un prestigi com a advocat, de manera que els companys de professió el van designar representant en el Congrés Català de Jurisprudència.
És autor de molts articles de revista i de diferents llibres sobre lleis. Va col·laborar en els periòdics barcelonins El Vapor i El Telégrafo i el 1856 va publicar la seva obra més notable L'autoritat i la llibertat en harmonia i va deixar inèdita L'estat polític civil i social de l'home. També va traduir del francès, en col·laboració amb Josep Sardà, diverses obres de jurisprudència, entre les quals destaca La leyes civiles en su orden natural.
Intervingué també en la política i arribà a ésser batlle de Sabadell –entre 1867 i 1868– i diputat de la província de Barcelona. Ocupant aquests càrrecs, es va dedicar a millorar les comunicacions de Sabadell i aconseguí els diners necessaris per a obrir la carretera de Sabadell a Sentmenat i construir el pont de la Salut, que s'inauguraren l'any 1864.
Tingué, també, una intervenció decidida en la fundació de l'Hospital i la Casa de Beneficència per a malalts i desvalguts, i en la constitució de la Societat de Mina d'Aigües per fer arribar noves conduccions a Sabadell.
En honor seu, el carrer sabadellenc que avui mena cap a la carretera de Sentmenat duu el seu nom.